# Paratanais denticulatus
Paratanais denticulatus is een naaldkreeftjessoort uit de familie van de Paratanaidae. De wetenschappelijke naam van de soort is voor het eerst geldig gepubliceerd in 1995 door Gutu & Ramos.